# Toxicidade do metanol
A toxicidade do metanol é o envenenamento causado por essa substância. Os sintomas podem incluir diminuição do nível de consciência, falta de coordenação motora, vômitos, dor abdominal e um odor característico no hálito. A perda de visão pode começar até doze horas após a exposição. Os efeitos a longo prazo podem incluir cegueira e insuficiência renal. A toxicidade e a morte podem ocorrer mesmo com a ingestão de pequenas quantidades.
O envenenamento ocorre mais comumente pela ingestão de fluido para limpador de para-brisas, seja acidentalmente ou de forma intencional em tentativas de suicídio. Em casos raros, a toxicidade também pode ocorrer por exposição prolongada da pele ou pela inalação dos vapores. Quando o metanol é metabolizado pelo organismo, ele se transforma em formaldeído, ácido fórmico e formiato, substâncias responsáveis por grande parte de sua toxicidade. O diagnóstico pode ser suspeitado diante da presença de acidose com aumento da diferença de osmolaridade, sendo confirmado pela medição direta dos níveis sanguíneos de metanol. Outras condições que podem causar sintomas semelhantes incluem infecções, exposição a outros álcoois tóxicos, síndrome da serotonina e cetoacidose diabética.
O tratamento imediato aumenta as chances de um bom desfecho. Ele consiste em estabilizar a pessoa afetada e, em seguida, administrar um antídoto. O antídoto de escolha é o fomepizol; como alternativa, pode-se usar o etanol. A hemodiálise também pode ser indicada em casos de lesão de órgãos ou acidose metabólica grave. Outros tratamentos podem incluir bicarbonato de sódio, folato e tiamina.
Surtos já ocorreram devido à contaminação de bebidas alcoólicas, sendo esse fenômeno mais comum em países em desenvolvimento. Em 2013, foram registrados mais de 1.700 casos nos Estados Unidos. As pessoas afetadas são, na maioria das vezes, homens adultos. A toxicidade do metanol foi descrita já em 1856.